# Гідрогрохот

Гідрогрохот

Гідрогрохот (рос. гидрогрохот, англ. hydroscreen, нім. Hydrosieb n) — нерухомий грохот з похилою щілястою робочою поверхнею (решетом), на якому під дією струменів води здійснюється переміщення сипкої маси та вилучення з неї частинок дрібніших за ширину щілини між елементами решета (колосниками). Застосовується переважно для підготовчої класифікації вологого вугілля за розміром 10…15 мм перед збагаченням.
Переваги гідрогрохотів полягають у великій продуктивності і ефективності, простоті конструкції та відсутності динамічних навантажень.

## Гідрогрохот типу ГГЛ

Гідрогрохот ГГЛ.

Гідрогрохот типу ГГЛ (рис.), що може бути застосований в практиці вуглезбагачення, складається з короба, в якому встановлена колосникова решітка 1 з шириною щілини 6 — 25 мм. Для рівномірного розподілення навантаження по ширині колосникової решітки в завантажувальній частині короба грохота встановлений шарнірно закріплений розрівнювач 4. Над решіткою встановлені сопла 2 крізь які під тиском 100 кПа подається вода, яка сприяє підвищенню ефективності класифікації.
Надрешітний продукт (крупний клас) вивантажується з колосникової решітки в кінці грохота, а підрешітний (дрібний клас зі шламом) — разом з водою надходить на дугові сита 3, які розташовані під колосниковою решіткою. Надрешітний продукт дугових сит (дрібний клас) видаляється з грохота у піддон 6. Підрешітна вода дугових сит разом з шламом видаляється по жолобу 5.
Переваги гідрогрохотів полягають у великій продуктивності і ефективності, простоті конструкції та відсутності динамічних навантажень.

## Технічні характеристики гідрогрохотів
```
Технічні характеристики гідрогрохотів

.

```